# Кодекс Тишендорфа IV
Кодекс Тишендорфа IV (лат. Codex Tischendorfianus IV; условное обозначение: Γ или 036) — унциальный манускрипт X века на греческом языке, содержащий полный текст четырёх Евангелий, на 257 пергаментных листах (30 x 23 см). Рукопись получила название от имени своего открывателя.

## Особенности рукописи
Текст на листе расположен в одной колонке и 24 строки в колонке. Евангелия расположены в рукописи в следующем (так называемом «западном») порядке (Евангелие от Матфея, Евангелие от Иоанна, Евангелие от Луки, Евангелие от Марка). Текст Евангелии от Матфея с 4 лакунами (Матф. 5,31-6,16; 6,30-7,26; 8,27-9,6; 21,19-22,25), одна лакуна в Евангелие от Марка (Мк 3,34-6,21), Евангелие от Луки и Евангелие от Иоанна представляют полный текст. 
Рукопись была найдена Тишендорфом на востоке и привезена в двух партиях (первая в 1853 году, вторая в 1859 году). В настоящее время рукопись поделена на две части и хранится в двух библиотеках Европы. 99 листов рукописи хранится в Российской национальной библиотеке (Gr. 33) в Санкт-Петербурге, 158 листов в Бодлианской библиотеке (Auct. T. infr 2.2) в Оксфорде.
Текст рукописи отражает византийский тип текста, с некоторыми чтениями александрийского. Рукопись отнесена к V категории Аланда.